# صفيراء بربوسية
صفيراء بربوسية (الاسم العلمي:Sophora purpusii) هي نوع من النباتات يتبع جنس الصفيراء من الفصيلة البقولية. سمي هذا النوع نسبةً إلى عالم النبات الألماني كارل ألبيرت بربوس.